# Max Pezzali
Massimo Pezzali, detto Max (Pavia, 14 novembre 1967), è un cantautore e scrittore italiano.
Noto come frontman e voce principale degli 883, gruppo fondato insieme all'amico Mauro Repetto nel 1989, è stato frontman di esso per 15 anni, per poi intraprendere una carriera da solista nel 2004, in contemporanea con lo scioglimento definitivo del gruppo e l'uscita del suo primo album da solista, Il mondo insieme a te. Nel 2005 esce la raccolta di grande successo TuttoMax (disco di diamante in Italia), contenente i singoli del precedente disco e i più grandi successi degli 883. Tra gli album di inediti Time Out (2007) e Terraferma (2011) viene pubblicato l'album dal vivo Max Live 2008, mentre negli anni 2010 escono Hanno ucciso l'Uomo Ragno 2012 (in occasione del ventennale del celebre disco) e Max 20 nel 2013, album che rivisitano i vecchi successi degli 883 in alcune nuove versioni in duetto con vari artisti della musica italiana. 
Nel 2015 vede la luce il quarto album di inediti Astronave Max, e nel 2017, per celebrare i 25 anni di carriera, viene pubblicata la raccolta Le canzoni alla radio, quindi nel 2018 esce l'album dal vivo Max Nek Renga, il disco in collaborazione con Nek e Francesco Renga. Nel 2020, dopo 5 anni dal precedente album in studio, esce il quinto album di inediti Qualcosa di nuovo.
È uno dei cantautori più seguiti del panorama musicale italiano, con oltre 10 milioni di dischi venduti (compresi quelli degli 883) nel corso della sua carriera, in cui ha pubblicato complessivamente 21 album e 62 singoli e ha ricevuto svariati premi, inclusi tredici Telegatti, ha vinto tre Festivalbar su dodici partecipazioni, ha ricevuto un riconoscimento ad Un disco per l'estate su due partecipazioni, dieci Music Awards, tre partecipazioni al Summer Festival, quattro premi Italiani della Musica, tre Venice Music Awards, sette premi Roma Videoclip, due TRL Awards e tre World Music Awards.

## Biografia
Massimo Pezzali nasce il 14 novembre 1967 a Pavia, figlio unico di una coppia di fiorai (Sergio Pezzali e Alba Scanavini), e si appassiona alla musica fin da giovane, specialmente negli anni delle scuole superiori, che frequenta inizialmente presso il liceo scientifico "Torquato Taramelli". Nel 1984, ritrovatosi a dover ripetere il terzo anno di liceo in quanto bocciato, viene trasferito dai genitori al liceo scientifico statale "Niccolò Copernico", dove si ritrova come compagno di banco Mauro Repetto, più giovane di un anno, con il quale inizia a scrivere canzoni. Dopo essersi diplomato, Max Pezzali si iscrive alla Facoltà di Scienze politiche, superando un solo esame (in sociologia), per poi decidere di lasciare gli studi e dedicarsi totalmente alla musica.

### Gli 883 (1988-2003)

Max Pezzali con Mauro Repetto, ai tempi degli 883 nei primi anni novanta

Dopo gli inizi con il nome provvisorio "I Pop", facendo un'apparizione nel programma televisivo 1, 2, 3 Jovanotti, nel 1988, nel quale Max e Mauro propongono il brano Live in the Music interamente rappato in inglese, nel 1991 il duo manda al produttore Claudio Cecchetto un provino registrato in audiocassetta contenente una canzone da loro composta, intitolata Non me la menare, riuscendo ad ottenere un colloquio, e cambiando il nome del gruppo in "883". Cecchetto li fa partecipare al Festival di Castrocaro proprio con Non me la menare. In questi anni, Pezzali si fa apprezzare sia per le sue doti vocali che per i testi scritti insieme a Repetto, caratterizzati da un linguaggio semplice ma diretto ed efficace. Grandi successi sono stati Hanno ucciso l'Uomo Ragno (tratta dall'omonimo album e lanciata al Festival di Castrocaro 1992, condotto proprio da Cecchetto), Con un deca, Sei un mito (che li ha consacrati come gruppo di successo), Nord sud ovest est e Come mai (con cui vincono il Festival italiano 1993). L'album Nord sud ovest est venderà oltre 1 300 000 copie. Quando nel 1994 Repetto abbandona il gruppo per le sue ambizioni cinematografiche, Max prosegue l'avventura 883 con una nuova formazione, di cui rimane il leader e diventa il principale compositore.
Gli 883 pubblicheranno poi La donna il sogno & il grande incubo nel 1995, La dura legge del La dura legge del gol nel 1997, la raccolta Gli anni nel 1998 contenente tutti i più grandi successi del gruppo, Grazie mille nel 1999 e Uno in più nel 2001. Al concerto del 21 luglio 1998 a Milano in piazza del Duomo, parteciparono circa 100 000 persone. Oltre all'attività del gruppo, nel 1998 Max Pezzali si dedica alla scrittura e pubblica Stessa storia, stesso posto, stesso bar (dall'incipit di Gli anni), un libro in cui Max ricollega le proprie esperienze di vita ai testi delle sue canzoni. È anche il protagonista di Jolly Blu, film basato sulle canzoni degli 883,  che ebbe uno scarso successo al cinema ma buon riscontro in TV. Nel 1993 si dedica all'attività di autore per altri cantanti (scrive Aeroplano per l'allora sedicenne Caterina Rappoccio e L'ultimo bicchiere per Nikki). Nel 1995 partecipa per la prima volta al Festival di Sanremo, sia come cantante in gara, con il pezzo Senza averti qui, sia come coautore, insieme a Repetto, del pezzo Finalmente tu, interpretato da Fiorello.
Inoltre nel 2001, insieme ai Gemelli DiVersi, apre i concerti dell'amico Eros Ramazzotti nel suo tour "Stilelibero".
Nel 2002 viene pubblicata la raccolta Love/Life (sottotitolato L'amore e la vita al tempo degli 883). Si firma con il nome Max Pezzali/883, come a presagire la fine dell'era 883 e l'abbandono del marchio per l'inizio di una carriera solista. Entrambi gli inediti uscirono come singoli. Nel 2003 esce il nuovo album di Elio e le Storie Tese dal titolo Cicciput, nel quale tra i vari artisti che hanno collaborato partecipa anche Max Pezzali nella canzone Shpalman®.

### Carriera solista (2004-presente)

#### Il mondo insieme a te(2004)
Nel 2004 Pezzali decide, dunque, di abbandonare definitivamente lo storico marchio. In quell'anno viene infatti pubblicato il suo primo album da solista, Il mondo insieme a te, che viene pubblicato in due versioni: la versione normale, contenente solo il CD, e la versione speciale con DVD, in edizione limitata, di cui sono state pubblicate solo 30 000 copie numerate. L'album è un successo e riceve due Dischi di platino per le sue 200 000 copie vendute. Da esso vengono estratti cinque singoli: Lo strano percorso, Il mondo insieme a te, Fai come ti pare, Eccoti e Me la caverò. A Lampedusa partecipa, nel mese di settembre, al festival O' Scià, chiamato da Claudio Baglioni con il quale duetta in Come mai, duetto che verrà poi inserito nell'album Max 20. In questo periodo Max Pezzali è molto vicino ai suoi fan e molto attivo su Internet. Apre infatti il photoblog "Una al giorno", nel quale inserisce 365 foto (quindi un anno) scattate da lui stesso, un'idea originale, mai utilizzata prima da un cantante italiano. Nel luglio 2004 inizia il Max Live Tour 2004.

#### Il successo diTuttoMax(2005-2006)
Nel 2005 esce una raccolta di successi suoi e degli 883, intitolata TuttoMax. Nessun brano inedito, ma solo il riarrangiamento di Eccoti (contenuta nell'album precedente e primo singolo), e l'inserimento di un altro pezzo del precedente album, Me la caverò, uscito come secondo singolo. Ciò nonostante, il doppio cd resta per ben 12 settimane consecutive in vetta alle classifiche italiane nel periodo estivo, e ricevendo ben quattro Dischi di platino per le oltre 350 000 copie vendute e vincendo al Festivalbar il premio come miglior album dell'anno. Il 2 aprile Pezzali si sposa e le immagini del matrimonio caratterizzeranno il finale del video di Eccoti. Il 21 ottobre 2005 esce il secondo singolo della raccolta in una speciale edizione Digipak contenente i due singoli Eccoti e Me la caverò più i live di Bella vera, Come mai e Nessun rimpianto. Il 25 novembre dello stesso anno esce anche TuttoMax Video, un DVD che contiene 34 dei video delle canzoni realizzate dal cantante con l'aggiunta delle domande poste più frequentemente a Max Pezzali. Il 24 dicembre 2005 viene mandato in onda su Italia 1 uno special di un'ora del concerto del cantante tenuto al Forum di Assago il 31 ottobre 2005. Apre inoltre un podcast nel quale inserisce piccoli filmati del tour, a disposizione di tutti i suoi fan. Il 2005 è anche l'anno in cui Max Pezzali torna al Festival di Sanremo, dopo 10 anni, nella giornata dei duetti, cantando con DJ Francesco il brano Francesca. Dello stesso duetto esce anche la versione studio nell'album di DJ Francesco con il titolo Il mondo di Francesca. Un'ulteriore collaborazione lo vede partecipare all'album La fantastica storia del pifferaio magico di Edoardo Bennato, con il quale duetta nella canzone La televisione, che felicità. A ottobre inizia il Max Live Tour 2005. Nel 2005 Max ottiene anche cinque premi al premio Roma Videoclip per i video di Lo strano percorso, Il mondo insieme a te, Eccoti, Fai come ti pare e Me la caverò.
Il 2006 è un anno di pausa per l'artista, anche se partecipa all'album di cover di Lucio Battisti Innocenti evasioni 2006, interpretando La metro eccetera, con Stylophonic e collabora con i Flaminio Maphia nel singolo di lancio del loro album, La mia banda suona il rap, partecipando sia come autore che come interprete del ritornello del brano. Max Pezzali partecipa anche ai Venice Music Awards, dove riceve il premio per il miglior album per TuttoMax. Successivamente riceve, per lo stesso album, anche il premio Telegatto.

#### Time Out(2007)

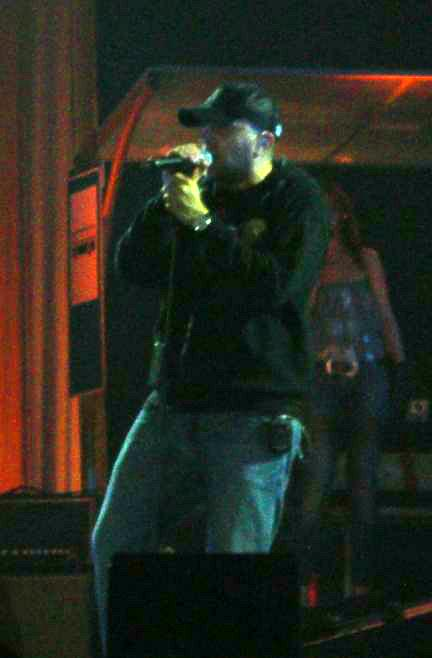
Max Pezzali in concerto nel 2007

Il 25 maggio 2007 pubblica un nuovo album, Time Out, il primo disco di inediti dal 2004, diventato Disco di platino prima dell'uscita nei negozi per le 80 000 prenotazioni registrate. L'album è entrato direttamente al primo posto nella classifica italiana dei dischi più venduti. Il singolo di lancio, Torno subito, è stato uno dei tormentoni dell'estate del 2007. Nel singolo, come nel resto dell'album, Max sviluppa e consolida il tema, ricorrente in tutta la sua discografia, della visione della vita come "viaggio". Lo stesso Pezzali ha detto:
Proprio con il singolo di lancio del nuovo album Max Pezzali partecipa al Festivalbar 2007. Agli inizi di settembre (dal 7 in rotazione nelle radio) viene lanciato il secondo singolo, Sei fantastica. Il brano vede la partecipazione di Eros Ramazzotti, esecutore dell'assolo di chitarra conclusivo. Nell'album sono presenti anche altre collaborazioni, con Syria e Tiziano Ferro.
Il 12 ottobre parte il Max Pezzali 2007 Tour, in giro per i palazzetti d'Italia. Le date di Cuneo, Bologna, Milano, Torino, Treviso e altre ancora hanno registrato il tutto esaurito e a Roma sono state organizzate due date per le eccessive richieste.
Nel 2007 Max ottiene anche due premi al premio Roma Videoclip per i video di Torno subito e Sei fantastica. Sempre nello stesso anno Max Pezzali partecipa anche ai Venice Music Awards 2007 dove riceve il premio per il miglior album.

#### Max Live 2008e la pausa (2008-2010)
Il cantante è attivo anche su Internet grazie al suo nuovo photoblog "Qualcuna al giorno" su piattaforma tumblr. Il cantante posta link, fotografie da lui scattate e video per condividerle con i suoi fan. L'8 aprile 2008 è uscito in tutte le librerie il primo romanzo di Max Pezzali Per prendersi una vita, edito da Baldini Castoldi Dalai. È la storia di quattro ragazzi del 1988 e di come gli eventi di un'estate abbiano cambiato per sempre le loro vite: improvvisamente diventano adulti a causa di una scelta difficile da prendere. L'artista ha presentato il libro con un minitour per numerose librerie d'Italia riscuotendo molto successo. A giugno ha ritirato il premio alla carriera "TRL History" ai TRL Awards di MTV come artista che ha segnato la storia di Total Request Live, segnando la generazione degli spettatori del popolare show. Dopo oltre 17 anni di carriera e dopo 13 anni di tour, la discografia di Max Pezzali è stata impreziosita da un album Live. Il 23 maggio è uscito infatti Max Live 2008, il primo CD+DVD Live della sua carriera. Il CD raccoglie 17 brani cantati nel Max 2007 Tour con l'aggiunta di due inediti, Mezzo pieno o mezzo vuoto e Ritornerò. Il DVD invece contiene il video del concerto di Treviso del tour 2007 (tutto esaurito). Il primo singolo inedito estratto Mezzo pieno o mezzo vuoto è in rotazione radiofonica dal 2 maggio, ed è una delle hit più trasmesse dalle radio di tutta l'Italia ed è diventata un tormentone estivo. Il secondo inedito si intitola Ritornerò, una ballata in rotazione radiofonica dal 29 agosto. Nell'estate 2008 inizia il Max Live Tour 2008: il tour parte a giugno e passa per più di 25 città italiane. Spiccano i concerti a Monza (Villa Reale) per la prima tappa il 14 giugno, a Settimo Torinese il 24 giugno, a Roma al RockFestival il 19 luglio, a Lignano Sabbiadoro il 28 agosto, a Firenze il 30 agosto, all'Idroscalo di Segrate il 5 settembre, a Pavia il 7 settembre, a Verona il 15 settembre, e molte altre per finire dopo più di 3 mesi a Padova il 5 ottobre. Nella stessa estate riceve ai Venice Music Awards il premio Assomela Mela d'oro. A settembre 2008, in occasione dell'MTV Day 2008, Max è protagonista di una serata speciale di MTV Storytellers, lo show dove gli artisti raccontano la genesi delle proprie canzoni e il proprio metodo di scrittura, eseguendo i suoi classici in un'inedita versione semiacustica con l'aggiunta del quartetto d'archi Solis String Quartet. Il 14 novembre 2008 esce ShowTime h. 21.30, un DVD che, in circa 110 minuti, racconta il backstage del Max Tour Live 2007.
Dopo il Capodanno in Sardegna a La Pianedda di Castelsardo, Max annuncia che metterà in secondo piano i suoi impegni musicali per occuparsi di suo figlio Hilo, nato nel settembre 2008.
A marzo collabora con i dARI, giovane gruppo emo di Aosta, al singolo Non pensavo. La versione originale della canzone, cantata dai dARI, fa parte del loro album di debutto; nella nuova versione Max canta alcune strofe e partecipa come coprotagonista al video, girato interamente a Torino a metà marzo. Il 3 aprile la canzone viene diffusa in tutte le radio e il video è in rotazione sulle reti musicali, e si esibisce (con il pezzo) insieme ai dARI ai TRL Awards vincendo il premio Best Cartello.
Il 21 aprile Max ha partecipato alla registrazione del singolo Domani 21/04.2009, iniziativa di Jovanotti e dei Negramaro per sostenere la ricostruzione dell'Aquila a seguito del terremoto di quell'anno.
Max nel mese di giugno partecipa anche ai Wind Music Awards, durante i quali riceve il Disco di platino per le vendite di Max Live 2008. Inoltre, nello stesso periodo, esce il video ufficiale di Il meglio, pezzo contenuto nell'album Time Out del 2007. Particolarità di questo video è che è stato realizzato da un giovane fan che, notato da Pezzali e Claudio Cecchetto, ha avuto l'opportunità di utilizzare il suo lavoro come video ufficiale.
Nei mesi di luglio-agosto, smentendo parzialmente i propositi di una pausa artistica dovuta alla paternità, Max è impegnato in una tournée "a ranghi ridotti" rispetto alla band che lo segue in maniera fissa da un paio d'anni. Nella stessa estate riceve ai Venice Music Awards il premio alla carriera.
Il 2 dicembre Max duetta con le Yavanna nella finale di X Factor con la canzone Come mai. Inoltre, il 31 dicembre, si è esibito a Rimini assieme ad altri cantanti per il programma televisivo L'anno che verrà, andato in onda su Rai 1 per festeggiare il nuovo anno. Subito dopo Pezzali decide di prendersi un anno di pausa per dedicarsi alla scrittura del suo nuovo album, lontano dai palchi.
Il 19 marzo 2010 Max appare in un breve cameo nella quarta stagione della serie televisiva L'ispettore Coliandro che è stata trasmessa in prima visione in Italia da Rai 2.

#### Il ritorno a Sanremo e il progettoTerraferma(2011)
Max Pezzali partecipa in gara al Festival di Sanremo 2011 con il brano Il mio secondo tempo, mentre nella serata dedicata al 150º dell'unità Nazionale, propone il canto popolare Mamma mia dammi cento lire, legato al tema dell'emigrazione italiana, e lo esegue con Arisa. Nella serata dei duetti esegue nuovamente il brano in gara, assieme a un'esibizione comico/canora di Lillo e Greg. Nella quarta serata viene eliminato. Di seguito negli anni successivi dichiarò di non aver nessun ricordo piacevole legato alla gara e di non volerci più partecipare se non solo come ospite.
Contestualmente al Festival, il 16 febbraio 2011, esce il suo terzo album in studio da solista, intitolato Terraferma. Il 31 maggio dello stesso anno esce una versione "Deluxe" del disco con l'aggiunta di 3 tracce bonus. Dopo l'uscita dell'album Max informa i suoi fan che il Terraferma Tour 2011 avrà inizio il 30 aprile a Roma per poi girare tutta Italia.
Il 25 marzo Max annuncia alla radio che il secondo singolo dell'album Terraferma a uscire sarà Credi, pubblicato poi il 30 aprile.
Max nel mese di aprile ha preso parte ai TRL Awards in cui ha presentato il singolo Credi, uscito nelle radio alla fine dello stesso mese. Verso fine maggio, Terraferma riceve il Disco d'oro per le oltre 30 000 copie vendute, e Pezzali è chiamato a ritirare il premio ai Wind Music Awards. Max è anche uno dei cinque finalisti per il premio Mogol con Il mio secondo tempo. Max Pezzali partecipa agli MTV Days alla fine di giugno.
Il 1º luglio esce il terzo singolo Quello che comunemente noi chiamiamo amore, per accompagnare la parte estiva del tour di Pezzali, che si svolge tra luglio e agosto con nuove date che, al contrario di quanto avvenuto in primavera, si svolgono al sud d'Italia. Max si esibirà a Note italiane nel mondo a Trento. A Lampedusa partecipa, nel mese di settembre, al festival O' Scià, chiamato da Claudio Baglioni. Max è anche uno degli ospiti nella prima puntata di Star Academy, dove si esibisce con i partecipanti con alcune sue vecchie canzoni e da solo con il brano Quello che comunemente noi chiamiamo amore.
Il 19 marzo 2011 esce il CD di Non smettere di sognare - La colonna sonora, distribuito da Universal Music Italia, contenente Ti vorrei amare di Lidia Schillaci, brano scritto da Max Pezzali.

#### Hanno ucciso l'Uomo Ragno 2012(2012)

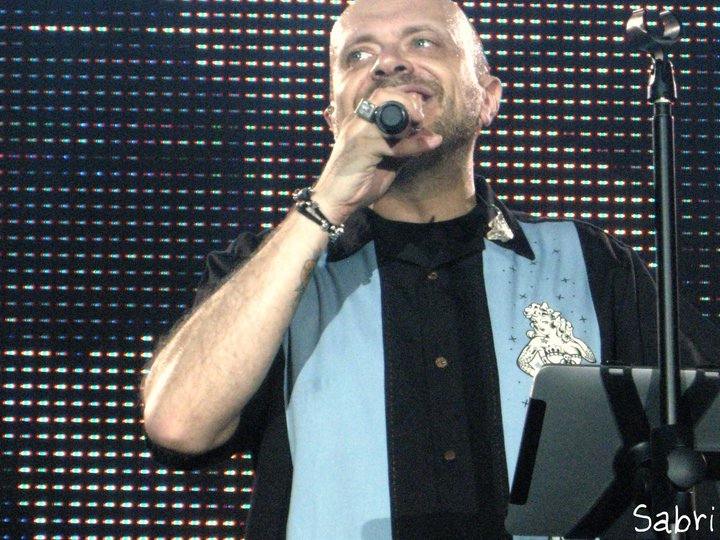
Max Pezzali in concerto nel 2012

Il 31 gennaio 2012 è ospite della festa per i 30 anni di Radio Deejay tenutasi al Mediolanum Forum di Assago, vicino Milano, davanti a 15 000 persone. A febbraio Max collabora con Irene Fornaciari componendo il testo del brano Come ti è venuto in mente. Max è anche ospite nella prima puntata di Non sparate sul pianista.
Inoltre il 27 aprile 2012 è ospite a MTV Spit come giudice speciale. Il 14 maggio si esibisce alla festa per i 30 anni di Radio Italia tenutasi in piazza del Duomo a Milano. In quello stesso periodo esce anche Con due deca, la prima compilation ufficiale di cover dedicate agli 883 scaricabile gratuitamente su Rockit.
Il 12 giugno è uscito Hanno ucciso l'Uomo Ragno 2012, rilettura in chiave rap dell'album d'esordio degli 883 Hanno ucciso l'Uomo Ragno in occasione dei vent'anni di carriera di Pezzali. L'album contiene l'inedito Sempre noi (con la partecipazione di J-Ax, conosciuto nel 1992 ai tempi degli 883 e degli Articolo 31), oltre alle versioni riarrangiate delle tracce che componevano l'album del 1992 ricantate coi rapper Club Dogo, Entics, J-Ax, Two Fingerz, Fedez, Emis Killa, Ensi, Baby K e Dargen D'Amico. L'album balza subito in testa alla classifica come non capitava da quattro anni, quando venne pubblicato Time Out. L'ultima settimana del 2012 viene certificato Disco d'oro. Il 18 agosto 2012 a Riccione tiene un concerto insieme all'amico e collega J-Ax per festeggiare i 30 anni di Radio Deejay, i 90 anni del comune di Riccione e i 20 anni di Hanno ucciso l'Uomo Ragno.
Pezzali è presente anche nell'album dei Two Fingerz in un duetto a tre voci con loro e J-Ax nel brano Non capisco cosa vuoi, rifacimento del brano degli 883 Non me la menare. Dopo Sempre noi, viene estratto come singolo dall'album anche 6/1/sfigato 2012, in radio dal 20 luglio. Verso la fine del 2012 Max viene candidato al Premio Videoclip Italiano con il video di Sempre noi e agli MTV Hip Hop Awards nella categoria Best Collaboration.
Nel dicembre 2012 compone il testo del brano 100.000 parole d'amore, inedito di Davide Merlini, finalista di X Factor. Collabora poi con i Club Dogo nel loro album Noi siamo il club Reloaded Edition, cantando in L'erba del diavolo e Con un deca. Dal 19 febbraio 2013 Max conduce il programma televisivo Le strade di Max.

#### Max 20(2013-2014)

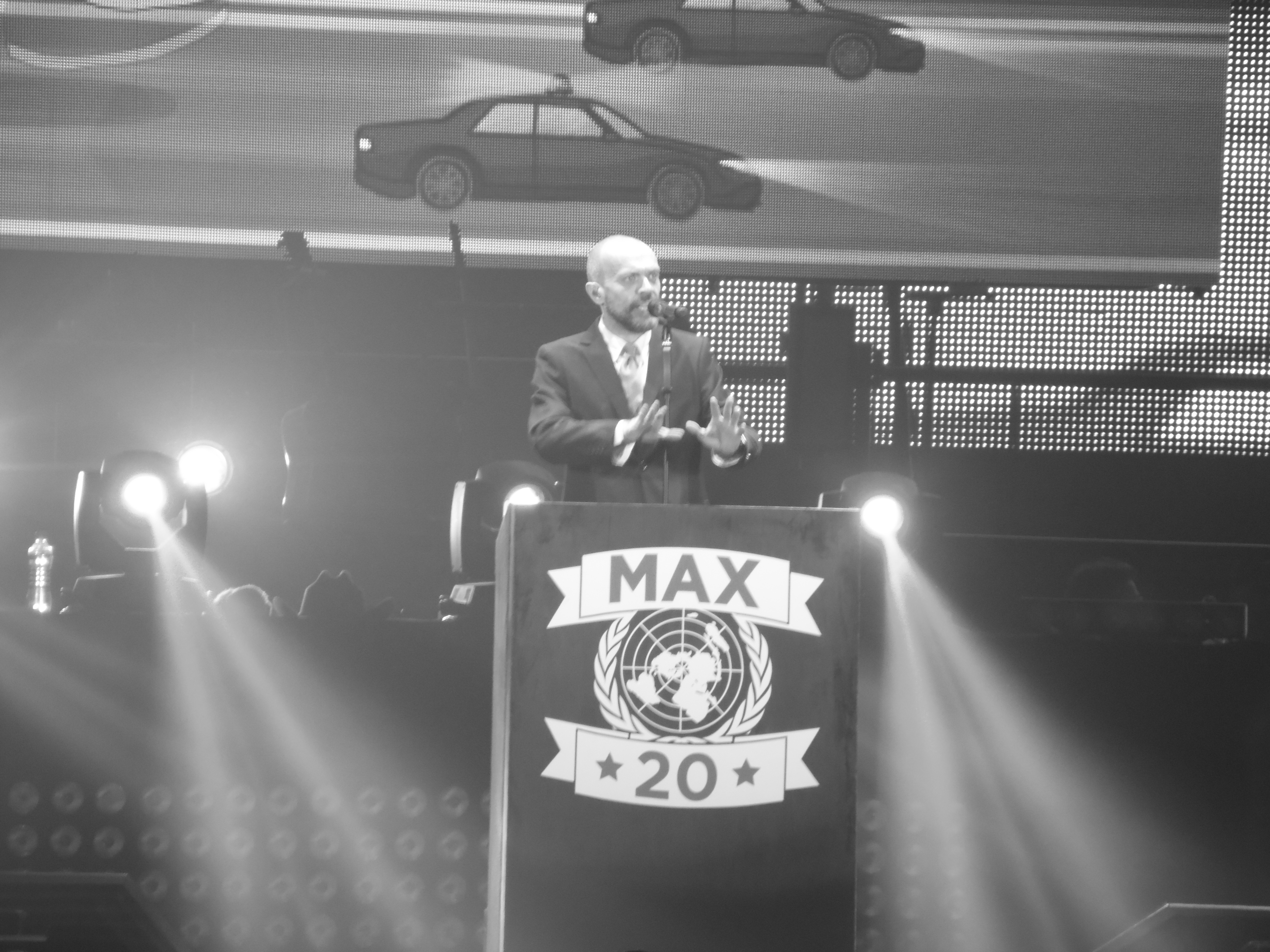
Max Pezzali si esibisce a Torino con Il presidente di tutto il mondo nel 2013

Il 24 febbraio Pier Paolo Peroni annuncia che si sta lavorando per un nuovo album, non specificando se si tratti di un remake di un precedente album o di un album di inediti. Ad aprile, viene confermato che il 4 giugno uscirà un nuovo album, Max 20, contenente 14 brani degli 883 e di Pezzali realizzati in duetto con altri famosi artisti italiani e 5 inediti. Il 10 maggio è stato pubblicato il primo singolo estratto da Max 20, intitolato L'universo tranne noi. Successivamente vengono annunciate le 22 date del nuovo tour, di cui 10 diventate "sold out" pochi giorni dopo l'inizio delle vendite. Collabora poi con Dargen D'Amico nel suo album Vivere aiuta a non morire, con Due come noi e Emis Killa nell'album Mercurio, con La testa vuota. Sempre nello stesso periodo appare al cinema come doppiatore: presta infatti la propria voce al personaggio Jack Taggert nel settimo film del Marvel Cinematic Universe, Iron Man 3.
A maggio 2013 partecipa in qualità di giurato alla seconda stagione di MTV Spit, condotto da Marracash. Verso la fine del mese Pezzali dichiara durante un'intervista a Rockol che il prossimo album di inediti sarà l'ultimo previsto nel suo contratto con la Warner, e che dopo la sua pubblicazione potrebbe scegliere di ritirarsi. Tuttavia, nel 2015 il produttore Claudio Cecchetto annuncia di aver rinnovato il contratto per altri tre anni. A inizio giugno partecipa ai Wind Music Awards 2013, durante i quali riceve il Disco d'oro per le vendite di Hanno ucciso l'Uomo Ragno 2012 e canta il singolo L'universo tranne noi come durante il Summer Festival 2013 e gli MTV Awards. Durante i mesi estivi si dedica agli incontri con i fan presso le librerie e i centri commerciali e a partire dal 22 luglio conduce insieme a Jake La Furia e Paola Iezzi la nuova trasmissione di Italia 1 Nord sud ovest est - Tormentoni on the road, ricordando i vari tormentoni delle estati passate.
A settembre torna in radio con Ragazzo inadeguato, il secondo singolo estratto da Max 20. Nello stesso periodo viene inoltre nominato nella categoria Best Italian Act agli MTV Europe Music Awards 2013. Il 10 ottobre è stata pubblicata la sua autobiografia I cowboy non mollano mai - La mia storia. Sempre ad ottobre esce il videoclip di Ragazzo inadeguato, girato insieme a Paolo Ruffini, Frank Matano, Andrea Pisani, Luca Peracino e Guglielmo Scilla. La canzone, tra l'altro, viene anche inserita come colonna sonora nel film Fuga di cervelli, con la regia di Paolo Ruffini, uscito nei cinema italiani nel novembre 2013. A novembre comincia il Max 20 Live Tour, con bis a Milano, Roma, Torino, Mantova e Firenze. Alla fine del tour, conclusosi il 22 febbraio 2014, il tour può vantare oltre 200 000 spettatori in 30 concerti tutti "sold out".
Il 10 gennaio 2014 viene inoltre pubblicato il terzo singolo estratto da Max 20, intitolato I cowboy non mollano, accompagnato da un video musicale ambientato nel vecchio west, seguito il 18 marzo seguente dal video ufficiale di Il presidente di tutto il mondo, un altro dei brani inediti contenuti in Max 20, in regalo ai fan dopo la conclusione del Max 20 Live Tour. Partecipa poi ai Music Awards 2014 dove riceve il premio Disco Multiplatino per le vendite di Max 20 e il Disco Platino per quelle del singolo L'universo tranne noi. Nell'estate del 2014 partecipa anche al Summer Festival cantando L'universo tranne noi, da solo e Sei fantastica, con Emis Killa, e viene premiato con il "premio Lunezia Pop per il valore Musical-Letterario" per il brano Il presidente di tutto il mondo.
Il 1º dicembre 2014 pubblica, in collaborazione con Radio Deejay, il singolo natalizio Natale con Deejay.

#### Astronave Max(2015-2016)
Il 10 aprile 2015 viene annunciato, tramite un Tweet del produttore Claudio Cecchetto, che un nuovo album di Max Pezzali è in via di mixaggio e verrà presto pubblicato. Il disco, dal titolo Astronave Max e pubblicato il 1º giugno, viene anticipato dai singoli È venerdì e Sopravviverai, pubblicati rispettivamente il 24 aprile e il 29 maggio. Il 28 maggio, a quattro giorni dall'uscita del nuovo album, Pezzali partecipa alla quarta edizione di RadioItaliaLive - Il concerto in piazza del Duomo a Milano. Il 25 settembre esce il terzo singolo estratto dal nuovo album, Niente di grave, mentre a dicembre viene annunciato che Pezzali farà parte dei coach dell'edizione 2016 di The Voice of Italy.
Il 13 maggio 2016 è stata pubblicata Astronave Max - New Mission 2016, una nuova versione dell'album Astronave Max con due brani inediti (Due anime e Non lo so) e un album dal vivo intitolato Max Best Live.
Nel settembre 2016 Pezzali viene scelto come testimonial della McDonald's. Nello stesso periodo il canale televisivo DMAX, in occasione della trasmissione in Italia della serie TV intitolata Harley and the Davidsons, chiama il cantante a introdurre i tre episodi della serie, raccontando anche come è nata la sua passione per le moto e per lo storico marchio Harley-Davidson. Sempre nel settembre 2016 Benji & Fede annunciano la partecipazione di Max Pezzali alla canzone Traccia numero 3 del loro nuovo album 0+, definendo questa collaborazione “un sogno” perché sono cresciuti ascoltando le canzoni di Max e degli 883.

#### Le canzoni alla radioe la collaborazione con Nek e Francesco Renga (2017-2018)
Il 25 marzo 2017 Pezzali rivela, in occasione di un'intervista rilasciata durante l'Open Day della sua concessionaria Harley-Davidson a Pavia, che sta lavorando a un nuovo album e che dovrebbe essere pubblicato dopo l'estate. Il 2 giugno esce Le canzoni alla radio in collaborazione con Nile Rodgers, primo singolo del nuovo album che dovrebbe uscire entro l'anno, seguito dal secondo singolo uscito l'11 settembre in collaborazione con Nek e Francesco Renga, dal titolo Duri da battere. A settembre viene anche annunciato che da gennaio 2018 partirà il nuovo tour in collaborazione con Nek e Francesco Renga, dal nome Max Nek Renga, il tour. Il 18 ottobre Max Pezzali annuncia che celebrerà i 25 anni di carriera con la pubblicazione, il 17 novembre, del nuovo album Le canzoni alla radio, che sarà una raccolta di successi del cantante da solista e altri degli 883, con l'aggiunta di 7 inediti (inclusi Le canzoni alla radio e Duri da battere) e un nuovo remix del brano Tutto ciò che ho.
Il 28 settembre 2017 esce nelle sale cinematografiche italiane Chi m'ha visto che vede anche la partecipazione di Max Pezzali.
Da gennaio 2018 Pezzali entra a fare parte del cast fisso di Che fuori tempo che fa.
Il 10 febbraio 2018 partecipa come super ospite alla quinta serata del 68º Festival di Sanremo, cantando insieme a Claudio Baglioni, Francesco Renga e Nek, la canzone Strada facendo. Lo stesso giorno viene annunciato che il brano in un'inedita versione a tre voci sarà contenuto in Max Nek Renga, il disco, doppio CD dal vivo in uscita il 9 marzo, che raccoglierà tutti i più grandi successi di Max Pezzali, Nek e Francesco Renga reinterpretati a tre voci.
Il 15 giugno 2018 esce il nuovo singolo Un'estate ci salverà, terzo estratto dall'album Le canzoni alla radio.
Il 23 ottobre 2018 viene annunciato che Pezzali sarà fra i protagonisti del grande concerto dal titolo "Un Concerto per Genova", in programma il 17 e il 18 novembre all'RDS Stadium di Sampierdarena a Genova e dedicato alle vittime del crollo del viadotto autostradale Polcevera, avvenuto il 14 agosto dello stesso anno, il cui ricavato verrà devoluto all'"Associazione degli sfollati di via Porro e via Del Campasso".
Il 30 ottobre 2018 viene annunciato che il 23 novembre uscirà l'album Duets Forever - Tutti cantano Cristina di Cristina D'Avena: per l'occasione Max Pezzali duetterà con l’artista bolognese in Robin Hood, sigla dell'omonimo anime.
Il 2 gennaio 2019 l'album Le canzoni alla radio viene certificato Disco d'oro.

#### Qualcosa di nuovo(2019-2020)
Ad aprile 2019 viene annunciato che Max Pezzali sarà il testimonial della campagna per donare il 5x1000 alla ricerca nel campo delle scienze biomediche sulle malattie cardiovascolari promossa da GSD Foundation, l'organizzazione no profit del Gruppo Ospedaliero San Donato.
Il 21 giugno 2019 esce il singolo estivo Welcome to Miami (South Beach), che anticipa un nuovo album di inediti previsto per l'anno successivo.
A fine ottobre, agganciandosi a un post di Fiorello, Pezzali annuncia via social il singolo In questa città, poi pubblicato l'8 novembre 2019. La copertina del singolo è disegnata dal fumettista romano Zerocalcare, grande fan di Max Pezzali e degli 883. Il 20 dicembre esce la versione remix del brano con il featuring di Ketama126.
Il 29 novembre 2019 viene pubblicato sul suo canale YouTube Siamo quel che siamo, in collaborazione con GionnyScandal. Il brano, scelto per la campagna pubblicitaria dei Ringo, sarà poi incluso nel nuovo album di inediti di Pezzali.
A dicembre viene annunciato per il 10 luglio 2020 un concerto evento allo Stadio San Siro di Milano (per la prima volta da solo) chiamato San Siro canta Max. Sold out in poco meno di tre settimane, all'evento è stato aggiunto un secondo spettacolo, sempre a San Siro, l'11 luglio. L'evento è stato dapprima posticipato per l'estate 2021 (10 e 11 luglio 2021) a causa dell'emergenza sanitaria legata al COVID-19 e alla fine spostato nell’estate 2022 (15 e 16 luglio 2022). Ospiti delle due serate evento sono gli amici J-Ax, Mauro Repetto, Paola & Chiara, Michele Monestiroli e Daniele Moretto, con i quali ha condiviso gli inizi della carriera. A fine 2019 l'album Max Nek Renga, il disco, uscito nel 2018, viene certificato Disco d'oro.
Il 10 gennaio 2020 viene pubblicato La mia hit, nuovo singolo dell'album ReAle di J-Ax, realizzato con la collaborazione di Max Pezzali.
Il 6 marzo 2020 è uscito il nuovo singolo intitolato Sembro matto. Il 17 aprile esce la versione remix del brano, con il featuring di Tormento.
Il 5 giugno Max Pezzali pubblica Una canzone come gli 883, realizzata con un gruppo di artisti, il "DPCM Squad", comprendente fra gli altri Lo Stato Sociale, Emis Killa, J-Ax, i Pinguini Tattici Nucleari, Marco Giallini e Pierluigi Pardo, i cui proventi saranno interamente devoluti a un fondo a sostegno di artisti, musicisti e tecnici duramente colpiti a livello economico dalla pandemia di COVID-19. Il fumettista Roberto Recchioni ha realizzato i disegni per il videoclip animato del brano.
Il 12 ottobre 2020 il cantante annuncia il titolo del quinto album in studio, Qualcosa di nuovo, la cui uscita, prevista per il 30 ottobre 2020, è stata anticipata dalla pubblicazione del singolo omonimo il 16 ottobre.

#### Il ritorno in tour e i nuovi progetti (2021-2023)

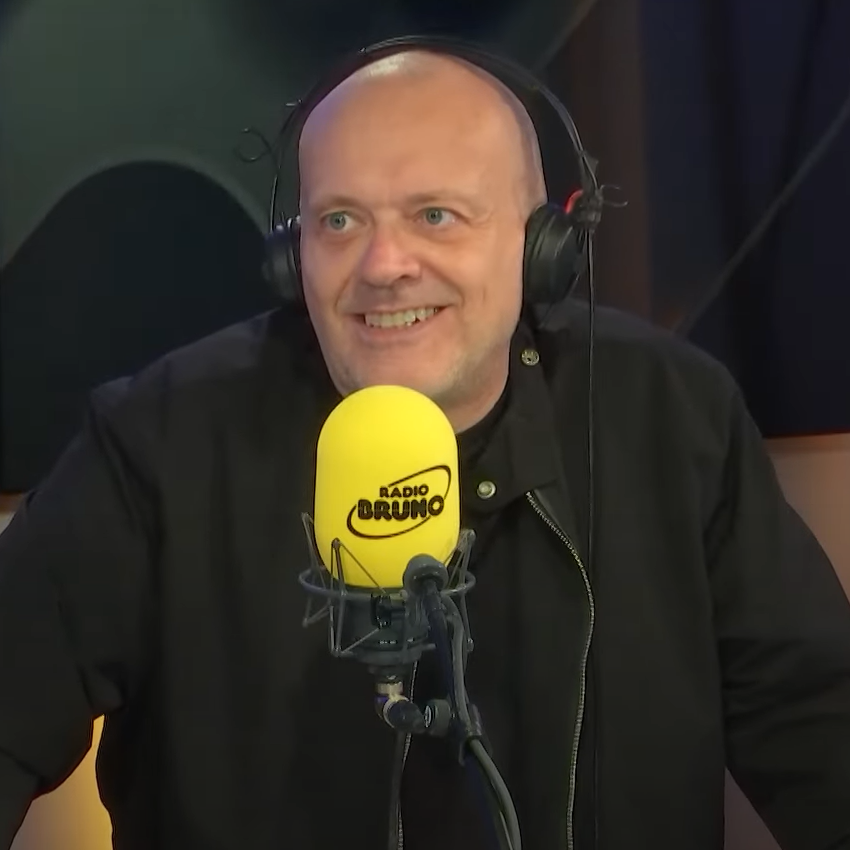
Max Pezzali ospite a Radio Bruno nel 2024

Il 30 marzo 2021 esce Max90. La mia storia. I miti e le emozioni di un decennio fighissimo, il nuovo libro di Max Pezzali dedicato agli anni novanta e agli 883. Il libro contiene una prefazione di Lodo Guenzi, frontman de Lo Stato Sociale, e un post scriptum di Mauro Repetto. Le illustrazioni del libro sono del fumettista Roberto Recchioni. Il 2 luglio parte Max90 Live, il nuovo tour estivo dell'artista.
Max Pezzali ritorna al fianco di Mauro Repetto nel luglio del 2022, dapprima in occasione del concerto allo Stadio Comunale di Bibione e successivamente nelle seguenti due date evento allo Stadio San Siro di Milano e, ancora, ad Arena Suzuki.
Il 26 novembre 2022 parte da Pesaro il nuovo tour nei palazzetti denominato Max30 nei palasport, che si concluderà il 13 maggio 2023 ad Ancona.
Il 12 maggio 2023 esce il nuovo album di Paola & Chiara intitolato Per sempre, del quale figurano delle collaborazioni con i grandi nomi del panorama musicale italiano tra cui Max Pezzali, con il quale le due sorelle milanesi duetteranno nel brano Amici come prima.
Il 2 settembre seguente si tiene un concerto evento al Circo Massimo di Roma, chiamato Il Circo Max, per festeggiare i 30 anni di carriera dell'artista; tra gli ospiti ci sono gli Articolo 31, Colapesce Dimartino, Dargen D'Amico, Lazza, Paola & Chiara, Gazzelle, Riccardo Zanotti e il Deejay Time. Il 7 settembre in prima serata su Canale 5 viene poi trasmesso il concerto con il titolo CircoMax - Una notte di Hit.
Nell'ottobre 2023 torna a vincere il "premio Lunezia - Sezione Antologia - per il valore musical-letterario del brano L'universo tranne noi", dedicato da Pezzali alla moglie Debora Pelamatti.
Il 1º novembre 2023 Max Pezzali entra ufficialmente nella Walk of Fame di Lucca Comics & Games.

#### Max Forever(2024-presente)
Il 15 aprile 2024 pubblica il singolo Discoteche abbandonate, dopo quattro anni dall'ultimo lavoro.
Il 9 giugno 2024 dallo stadio Nereo Rocco di Trieste è iniziato Max Forever - Stadi, il primo tour negli stadi dell'artista. Per il tour sono stati venduti oltre 400.000 biglietti. Il 3 luglio 2024 viene quindi programmato Max Forever - Questo Forum non è un albergo, un nuovo show invernale di 8 date, al Forum di Assago. Qualche settimana dopo lo spettacolo viene esteso nella città di Roma in Max Forever - Questo Pala non è un albergo, con 5 date al Palazzo dello Sport. Visto il buon andamento delle vendite, a fine agosto si aggiungono altre due date per entrambi gli show, e a fine settembre tutte le 17 date diventano ufficialmente "sold out".
Nell'autunno 2024 Sky trasmette la serie Hanno ucciso l'Uomo Ragno - La leggendaria storia degli 883, prodotta da Sky Studios e Groenlandia, che racconta gli esordi della band. La serie è liberamente ispirata alla biografia I cowboy non mollano mai - La mia storia di Max Pezzali ed è già stata confermata la produzione di una seconda stagione.
Il 13 dicembre 2024 esce Max Forever Vol.1, la prima di una serie di raccolte antologiche che verrano pubblicate per ripercorrere la carriera di Max Pezzali.
A inizio 2025 durante l'ultima tappa del tour di Max Pezzali al Forum di Assago a sorpresa Mauro Repetto sale sul palco cantando insieme Nord sud ovest est.
Il 12 luglio 2025, davanti ad 85.000 spettatori, si tiene un concerto evento all'Autodromo Enzo e Dino Ferrari di Imola chiamato Max Forever Grand Prix. Ospiti della serata sono stati il telecronista sportivo Guido Meda, che ha introdotto e presentato il concerto, e Riccardo Zanotti, che ha cantato sul palco insieme a Max Pezzali Bottiglie vuote, nuovo singolo dei Pinguini Tattici Nucleari realizzato in collaborazione con Max Pezzali stesso.

## Vita privata
È sposato con Debora Pelamatti dal 28 aprile 2019.
Ha un figlio, Hilo, nato il 24 settembre 2008 dall'ex moglie Martina Marinucci, con cui si era precedentemente sposato ad aprile del 2005.
È un grande appassionato di motociclette (il nome del suo gruppo musicale è stato scelto in tributo al famoso modello Sportster della Harley-Davidson, la cui cilindrata più piccola disponibile è di 883 cm cubi; Pezzali ha tuttavia dichiarato di non aver mai voluto acquistare tale moto per scaramanzia). Dal 2000 è socio azionario di una concessionaria autorizzata Harley-Davidson a Pavia; nel 2015 ha aperto un bar posto proprio accanto alla concessionaria, con l'intenzione di fornire un servizio accessorio ad essa. Max condivide questa passione soprattutto con J-Ax, grazie al video ufficiale della loro hit Sempre Noi.
È anche un grande appassionato di fumetti, in particolare di quelli di supereroi della Marvel; i suoi supereroi Marvel preferiti sono Spider-Man («il supereroe umano per eccellenza», che Pezzali ha imparato a conoscere negli anni settanta come "L'Uomo Ragno", nome "italianizzato" assegnatogli della storica Editoriale Corno, e che solo qualche decennio più tardi ha iniziato a chiamare col nome originale; il cantante ha confessato addirittura che l'uscita al cinema dello Spider-Man di Sam Raimi, visto in anteprima a Times Square nel 2002, ha rappresentato la cosa più bella della sua vita dopo la nascita di suo figlio Hilo), Ghost Rider (il suo personaggio preferito in assoluto da sempre; Pezzali ha dichiarato di essere proprio «malato di Ghost Rider» e che in realtà la sua passione sfrenata per lo stuntman motociclista dal teschio fiammeggiante, Johnny Blaze, è stata all'origine del suo amore per le motociclette e non viceversa), Punisher (in special modo quello di Garth Ennis), Daredevil e Wolverine. Ma apprezza anche i fumetti del supereroe della DC Batman (a questo riguardo il cantante pavese ha dichiarato di amare soprattutto le storie del "cavaliere oscuro" realizzate dal fumettista e sceneggiatore statunitense Frank Miller) e non ha mai saltato un numero della serie Rat-Man di Leo Ortolani, definita da Pezzali «uno dei fumetti più originali mai partoriti nel nostro Paese». È anche un grande ammiratore del fumettista romano Zerocalcare, a sua volta fan di Pezzali e degli 883, citati spesso nelle sue graphic novel, che ha anche voluto esplicitamente omaggiare Max Pezzali disegnando per le sue canzoni 4 copertine (digitali), 2 per i singoli In questa città e Sembro matto e 2 per i rispettivi remix. A metà degli anni novanta ha pubblicato, in collaborazione con Ade Capone, un proprio fumetto, intitolato Gli anni d'oro, in cui erano protagonisti proprio gli 883. E nel 2023 ha avviato una collaborazione con il fumettista Roberto Recchioni, con il quale esiste una solida amicizia, per realizzare una serie di albi a fumetti, a partire da Max Forever - All Stars e Max Forever - Discoteche Abbandonate già pubblicati, basati sulle canzoni storiche degli 883, con l'intenzione di consolidare una sorta di metaverso, già idealmente abbozzato negli anni novanta con lo stile fumettistico delle prime cover dei suoi album con gli 883; le grafiche del progetto sono state curate da Sergio Pappalettera, storico collaboratore di Max Pezzali e, fra le altre cose, autore delle copertine degli album degli 883 Hanno ucciso l'Uomo Ragno e Nord sud ovest est. Ha dichiarato di possedere una collezione di oltre 1300 fumetti.
È un grande ammiratore del cantautore statunitense Bruce Springsteen, che ha rappresentato un'importante fonte di ispirazione per la sua carriera musicale. Un suo grande desiderio (nonché un suo sogno ricorrente) è proprio potere suonare con Springsteen.
Grande tifoso dell'Inter, il 27 maggio 2007 ha cantato allo stadio Giuseppe Meazza per le celebrazioni del quindicesimo scudetto della squadra milanese insieme ad altri artisti di fede nerazzurra, fra cui Roberto Vecchioni, Luciano Ligabue ed Elio.
Adora inoltre i tatuaggi e ne ha numerosi, tra cui il nome di suo figlio e simboli dei luoghi che ha amato di più.

## Formazione dal vivo

### Attuale
- Giorgio Mastrocola – chitarra ritmica (2011-presente)
- Davide Ferrario – chitarra ritmica, sintetizzatore, programmazione (2013-presente)
- Marco Mariniello – basso (2023-presente)
- Giordano Colombo – batteria (2021-presente)
- Ernesto Ghezzi – pianoforte, tastiera, percussioni elettroniche (2004-presente)

### Ex componenti
- Paolo Carta – chitarra solista (2004-2006)
- Claudio Guidetti – chitarra ritmica (2004-2006)
- Rocco Tanica – tastiera (2004-2006)
- Paolo Costa – basso (2004-2006)
- Marco Guarnerio – chitarra ritmica (2004-2005)
- Mario Zapparoli – batteria (2004-2006)
- Michele Fischietti – cori (2005)
- Marco Forni – programmazione, sintetizzatore (2007-2010)
- Don Gregory Blues - basso e cori (2008)
- Francesco Tartarini – cori (2007-2010)
- Lidia Schillaci – cori (2007-2010)
- Chicco Gussoni – chitarra solista (2007-2010)
- Luca Colombo – chitarra ritmica (2007-2010)
- Franco Cristaldi – basso (2004-2010)
- Elio Rivagli – batteria (2007-2010)
- Daniele "Megahertz" Dupuis – programmazione, sintetizzatore (2011-2012)
- Matteo Lavagna – basso (2011-2012)
- Shablo – programmazione (2013-2015)
- Sergio Maggioni – chitarra solista, cori (2011-2012)
- Luca Serpenti – basso elettrico (2013-2016)
- Sergio Carnevale – batteria (2011-2016)
- Andrea Torresani – basso (2021)
- Lorenzo Poli – basso (2022)
- DJ Zak – programmazione, scratch (2013-2022)

## Discografia

### Da solista

#### Album in studio
- 2004 – Il mondo insieme a te
- 2007 – Time Out
- 2011 – Terraferma
- 2015 – Astronave Max
- 2020 – Qualcosa di nuovo

#### Album dal vivo
- 2008 – Max Live 2008
- 2018 – Max Nek Renga, il disco (con Nek e Francesco Renga)

#### Raccolte
- 2005 – TuttoMax
- 2012 – Hanno ucciso l'Uomo Ragno 2012
- 2013 – Max 20
- 2017 – Le canzoni alla radio
- 2024 – Max Forever Vol.1

### Con gli 883

#### Album in studio
- 1992 – Hanno ucciso l'Uomo Ragno
- 1993 – Nord sud ovest est
- 1995 – La donna il sogno & il grande incubo
- 1997 – La dura legge del gol!
- 1999 – Grazie mille
- 2001 – Uno in più

#### Album di remix
- 1994 – Remix '94

#### Raccolte
- 1998 – Gli anni
- 2000 – Mille grazie (pubblicata solo in Austria, Svizzera e Germania)
- 2002 – Love/Life (accreditata a "Max Pezzali/883")
- 2005 – TuttoMax (prima raccolta pubblicata da Pezzali dopo lo scissione degli 883)
- 2013 – Collection: 883

## Videografia

### Jolly Blu
Max Pezzali ha girato anche un film intitolato Jolly Blu, in cui racconta le origini del suo successo risalenti al 1992. È un "collante" per unire insieme le varie canzoni. Il film è di tipo musicale in quanto racconta anche l'origine di alcune sue canzoni, come ad esempio La regola dell'amico, Rotta per casa di Dio, Non ti passa più e altre, e sono presenti alcune guest star come Lorenzo Jovanotti e Sabrina Salerno. Il film non ha riscosso molto successo al cinema; per contro ha avuto un buon seguito in TV.

### VHS
- 1993 – Nord sud ovest est Video LP
- 1995 – La donna il sogno & gli altri video
- 1997 – La dura legge del gol! Video LP
- 1998 – Gli anni Video LP
- 1999 – Jolly Blu

### DVD
- 2005 – TuttoMax Video
- 2008 – ShowTime h. 21.30
- 2008 – Max Live 2008

## Tour
- 2004 – Max Live Tour 2004
- 2005 – Max Live Tour 2005
- 2007 – Max Live Tour 2007
- 2008 – Max Live Tour 2008
- 2011 – Terraferma Tour 2011
- 2012 – Hanno ucciso l'Uomo Ragno Tour 2012
- 2013 – Max 20 Live Tour
- 2015 – Max Pezzali Live Tour 2015
- 2018 – Max Nek Renga, il tour
- 2021 – Max90 Live
- 2022 – San Siro canta Max
- 2022 – Max30 nei palasport
- 2023 – Il Circo Max
- 2024 – Max Forever - Stadi
- 2024 – Max Forever - Questo Forum non è un albergo
- 2025 – Max Forever - Questo Pala non è un albergo
- 2025 – Max Forever Grand Prix

## Libri
- 1995 – Gli anni d'oro (fumetto)
- 1998 – Stessa storia, stesso posto, stesso bar (autobiografia)
- 2008 – Per prendersi una vita (romanzo)
- 2013 – I cowboy non mollano mai - La mia storia (autobiografia)
- 2021 – Max90. La mia storia. I miti e le emozioni di un decennio fighissimo (autobiografia)
- 2023 – Max Forever - All Stars (fumetto)
- 2024 – Max Forever - Discoteche Abbandonate (fumetto)

## Programmi TV
- Sanremo giovani (Rai 1, 1998)
- Telethon (Rai 1, 1998) – inviato
- Sabatokyo (Italia 1, 1999)
- Le strade di Max (Deejay TV, 2012-2013)
- MTV Spit (MTV, 2013)
- Nord sud ovest est - Tormentoni on the road (Italia 1, 2013)
- The Voice of Italy (Rai 2, 2016) – coach
- Che fuori tempo che fa (Rai 1, Rai 2, 2017-2019)
- CircoMax - Una notte di Hit (Canale 5, 2023)

## Filmografia

### Cinema
- Jolly Blu, regia di Stefano Salvati (1998)
- Chi m'ha visto, regia di Alessandro Pondi (2017)
- Cobra non è, regia di Mauro Russo (2020)
- Sulle nuvole, regia di Tommaso Paradiso (2022)
- Una gran voglia di vivere, regia di Michela Andreozzi (2023)

### Televisione
- Un medico in famiglia – serie TV, episodio 2x09 (2000)
- L'ispettore Coliandro – serie TV, episodio 4x01 (2010)

## Riconoscimenti
1992 (con gli 883)
- Telegatto come rivelazione dell'anno
- Telegatto come miglior album con Hanno ucciso l'Uomo Ragno
- World Music Awards come miglior artista italiano

1993 (con gli 883)
- Telegatto come miglior band dell'anno
- Telegatto come miglior album con Nord sud ovest est
- Festival italiano come vincitore (con Fiorello)
- Festivalbar come miglior album con Nord sud ovest est
- World Music Awards come miglior artista italiano

1994 (con gli 883)
- Un disco per l'estate come autore del testo del vincitore Nikki, L'ultimo bicchiere

1995 (con gli 883)
- Festivalbar come miglior singolo con Tieni il tempo
- Telegatto come miglior band dell'anno

1996 (con gli 883)
- Telegatto come miglior tournée

1997 (con gli 883)
- Telegatto come miglior canzone dell'estate con La regola dell'amico
- Telegatto come miglior album con La dura legge del gol!

1998 (con gli 883)
- Telegatto come miglior tournée
- Telegatto come miglior album con Gli anni
- Premio Italiano della Musica come miglior gruppo musicale
- Premio Italiano della Musica come miglior concerto dell'anno

1999 (con gli 883)
- World Music Awards come miglior artista italiano
- Telegatto come miglior gruppo

2000 (con gli 883)
- Telegatto come miglior tournée
- Premio Italiano della Musica come miglior tour

2001 (con gli 883)
- Italian Music Awards come miglior gruppo
- Premio Italiano della Musica come miglior gruppo musicale

2002 (con gli 883)
- Italian Music Awards come miglior videoclip con Quello che capita

2003
- Italian Music Awards come miglior videoclip con Shpalman (con Elio e le storie tese)

2004
- Premio Roma Videoclip al video di Lo strano percorso
- Premio Roma Videoclip al video di Il mondo insieme a te
- Italian Music Awards per il contributo fornito all'industria italiana

2005
- Festivalbar - album dell'anno con TuttoMax
- Premio Roma Videoclip al video di Eccoti
- Premio Roma Videoclip al video di Fai come ti pare
- Premio Roma Videoclip al video di Me la caverò

2006
- Venice Music Awards come miglior album con TuttoMax
- Telegatto come miglior album con TuttoMax

2007
- Venice Music Awards come miglior album con Time Out
- Premio Roma Videoclip al video di Torno subito
- Premio Roma Videoclip al video di Sei fantastica

2008
- TRL Awards con TRL History
- Venice Music Awards con il premio "Assomela" - Mela d'oro
- Premi letterario città di Vigevano al libro Per prendersi una vita

2009
- TRL Awards con Best Cartello
- Wind Music Awards con il CD Platino all'album Max Live 2008
- Venice Music Awards con il premio alla carriera

2010
- Wind Music Awards con Online Single Track Multiplatino a Domani 21/04.2009 (con altri 56 artisti)

2011
- Wind Music Awards con il CD Oro all'album Terraferma

2013
- Wind Music Awards con il CD Oro all'album Hanno ucciso l'Uomo Ragno 2012
- Premio Ideona 2013 al programma TV Le strade di Max
- Giffoni Award con il Giffone Award Experience

2014
- Music Awards con il CD Multiplatino all'album Max 20
- Music Awards con il Singolo Platino al singolo L'universo tranne noi
- Premio Lunezia per il Valore Musical-Letterario del brano Il Presidente di tutto il mondo

2016
- TIMmusic Onstage Awards con il premio speciale per gli oltre 500 concerti in carriera
- Wind Music Awards con il CD Oro all'album Astronave Max

2017
- Wind Music Awards con il premio Live per l'Astronave Max Tour

2018
- Wind Music Awards con il premio Live per Max Nek Renga, il tour

2021
- Rockol Awards con il premio Biglietto d' Oro per il miglior Tour e spettacolo dal vivo con Max90 Live

2022
- TIM Music Awards con il premio Live Oro per San Siro canta Max

2023
- Power Hits Estate premio platino alla carriera
- Telegatto per i 30 anni di carriera
- TIM Music Awards con il premio Live Platino per Max30 nei Palasport
- Premio Lunezia Antologia per il valore musical-letterario del brano "L'Universo tranne noi"

2024
- TIM Music Awards con il premio Live Diamante per Max Forever - Stadi